# 1934 في العراق
فيما يلي قوائم الأحداث التي وقعت خلال عام 1934 في العراق.

## سياسة

### تعيين في المنصب
- 1 يناير – أحمد الداود عضو مجلس النواب العراقي ‏.
- 21 فبراير – رشيد طه الخوجة وزير الدفاع.
- 21 فبراير – عباس مهدي وزير الاقتصاد والمواصلات ‏.
- 27 أغسطس – علي جودت الأيوبي رئيس وزراء العراق.

### انتهاء فترة المنصب
- 1 يناير – نصرت الفارسي عضو مجلس النواب العراقي ‏.
- 25 أغسطس – رشيد طه الخوجة وزير الدفاع.
- 25 أغسطس – عباس مهدي وزير الاقتصاد والمواصلات ‏.
- 27 أغسطس – جميل المدفعي رئيس وزراء العراق.

## مواليد
- عبد الوهاب الغريري

### يناير
- 1 يناير – إسماعيل فتاح الترك فنان عراقي.
- 1 يناير – باسل الكبيسي
- 1 يناير – بهيجة خليل عالمة آثار عراقية.
- 1 يناير – حسين الصافي
- 1 يناير – حياة النهر شاعرة عراقية.
- 1 يناير – رشدي العامل شاعر عراقي.
- 1 يناير – سعدي يوسف شاعر عراقي.
- 1 يناير – عادل جاسم البياتي أستاذ أدبي جامعي وشاعر عراقي.
- 1 يناير – عبد الإله محمد حسن
- 1 يناير – عبد الرزاق الهاشمي سياسي عراقي.
- 1 يناير – عبد الستار المعيني
- 1 يناير – عبد الستار طاهر شريف وزير عراقي.
- 1 يناير – عبد الفتاح محمد أمين الياسين
- 1 يناير – عبد القادر عز الدين
- 1 يناير – عبد اللطيف الحميدان
- 1 يناير – فاروق القاسم جيولوجي نرويجي.
- 1 يناير – كريم حسن رضا التميمي
- 1 يناير – كريم شنتاف
- 1 يناير – محمد فضل حسين الحبوبي
- 1 يناير – مصطفى نعمان البدري كاتب وشاعر عراقي.
- 1 يناير – مظفر النواب شاعر عراقي.
- 1 يناير – منير روفا طيار مقاتل و خائن وطن.
- 1 يناير – مولود كامل العبد
- 1 يناير – ياسين خليل

### فبراير
- 12 فبراير – صلحي الوادي

### مارس
- 22 مارس – طالب الشبيب سياسي عراقي.

### أبريل
- 25 أبريل – محمد سعيد الصكار شاعر وخطاط عراقي.

### يونيو
- 26 يونيو – أحمد الكبيسي

### أغسطس
- 29 أغسطس – عبد الحليم اللاوند شاعر عراقي.

### نوفمبر
- 4 نوفمبر – بهنام الصائغ طبيب وجراح وأكاديمي عراقي.
- 27 نوفمبر – عمو بابا لاعب كرة قدم عراقي.

## وفيات

### أكتوبر
- 23 أكتوبر – صموئيل صموئيل (مواليد 1855) سياسي بريطاني.